# SFT (Zeitschrift)
SFT war eine deutsche Multimedia-Zeitschrift, die von Oktober 2004 bis Juni 2020 erschien.

## Geschichte
Die Erstausgabe verkaufte sich 500.000-mal. Der Name ist eine Abkürzung für die Begriffe „Spiele“, „Filme“ und „Technik“. Behandelt werden dementsprechend Themen wie Computer- und Handyspiele, Kinofilme, DVD-Veröffentlichungen, Musik, Home Entertainment (Fernseher, DVD-Player, DVD-Recorder etc.), PC-Hardware, Digitalkameras und Handys.
Das Heft erschien monatlich mit einer Heft-DVD, die meist zwei komplette Spielfilme enthält. Anfangs wurden auch PC-Spiele auf die DVD gepackt. Diese Praxis wurde 2009 wieder aufgenommen. SFT wurde von Computec Media herausgegeben, die verkaufte Auflage lag laut IVW im 1. Quartal 2011 bei 102.909, die Druckauflage bei 155.333 Heften. Chefredakteur war ab dem 1. November 2009 Christian Müller, der diese Position schon bei der Gründung innehatte und zwischenzeitlich als Chefredakteur bei autobild.de tätig war.
Im Jahr 2015 wurde die Website der Zeitschrift mit der im gleichen Verlag herausgegebenen Publikation PC Games zusammengelegt. 2017 gab der Verlag eine verkaufte Auflage von 36.000 Exemplaren an, welche für das Jahr 2020 auf 28.500 Exemplare herunter gesetzt wurde.
Mit der Ausgabe 07/20 wurde die Zeitschrift vom Verlag ohne Angaben von Gründen zeitgleich mit dem Schwestermagazin Widescreen eingestellt.